# Svatokřížské hory
Svatokřížské hory (polsky Góry Świętokrzyskie) jsou pohoří a geomorfologický celek v jihovýchodním Polsku, v Svatokřížském vojvodství.

## Zkameněliny
Po staletí byly ve Svatokřížských horách objevovány zkameněliny pravěkých organismů, které místní obyvatelé po staletí považovali za pozůstatky nadpřirozených bytostí. Tyto legendy se pak postupně staly nedílnou součástí regionálního folklóru. Mezi nejznámější příklady patří i petroglyfy od obce Kontrewers, vyryté v blízkosti fosilních dinosauřích stop z období rané jury (stáří asi 200 milionů let). Zobrazují vzpřímené postavy pištců (či hráčů na flétnu) a jejich symbolika, stáří ani původ dosud nejsou plně objasněny. V blízkosti rytin byly objeveny fosilní otisky stop ichnotaxonu Moyenisauropus karaszevskii, představujících stopy vývojově primitivního ptakopánvého dinosaura.
Početností a kvalitou dochovaných druhohorních sdtop dinosaurů patří lokality v tomto pohoří k nejvýznamnějším na světě. Objeveny zde byly také vzácné koprolity (zkamenělý trus) raně jurských dinosaurů.

## Fotogalerie

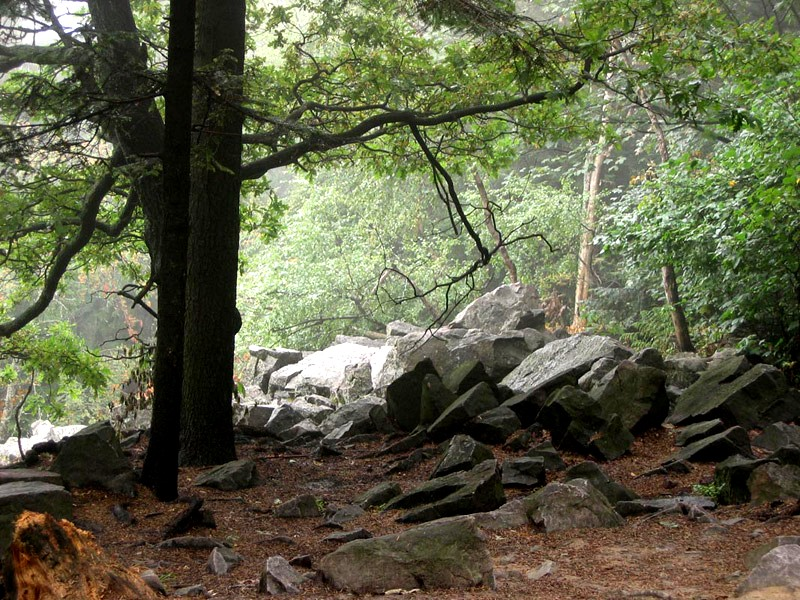
Jedlový prales
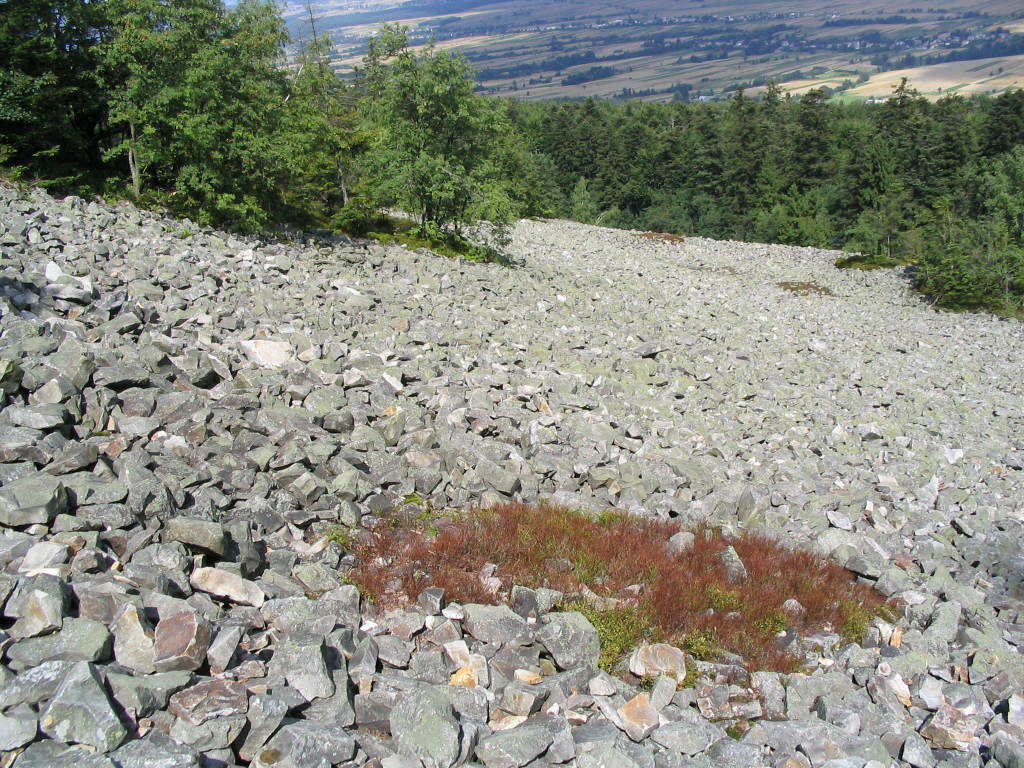
Kamenné pole (polsky Gołoborze) na svahu Łysé Góry
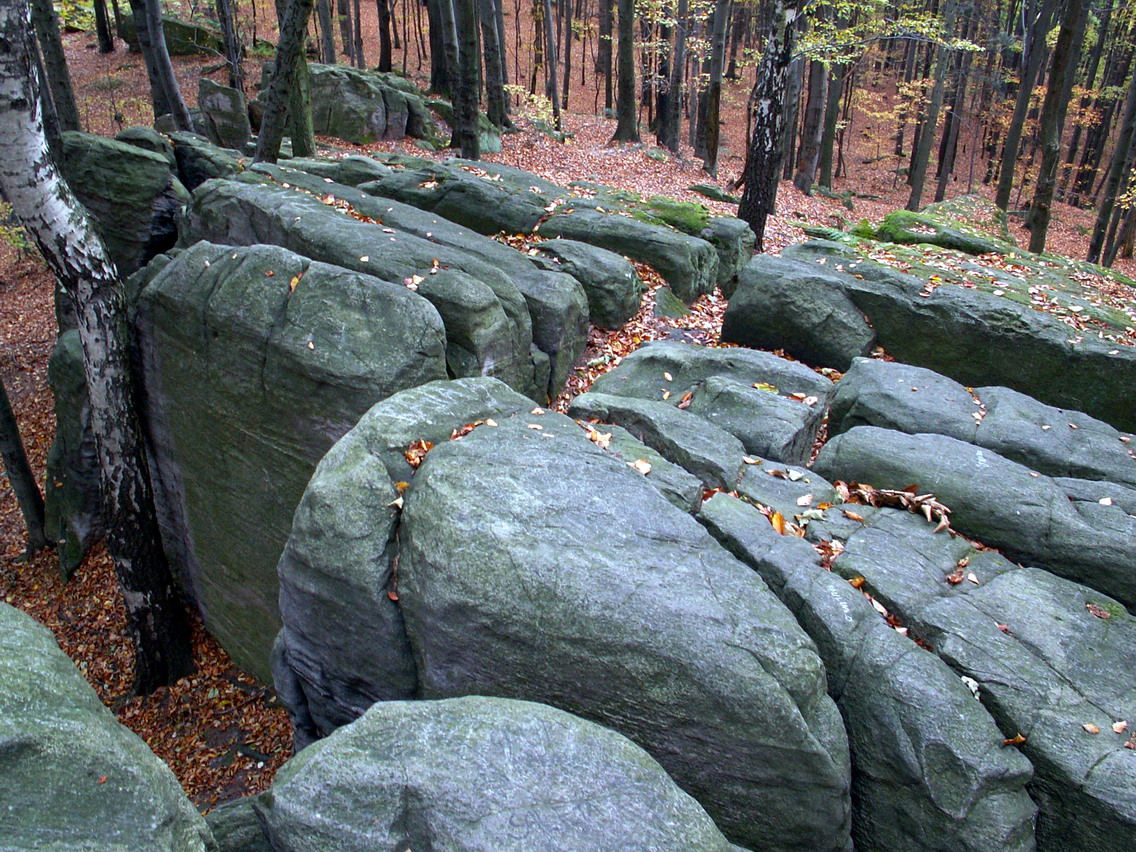
Bukowa góra - pískovce
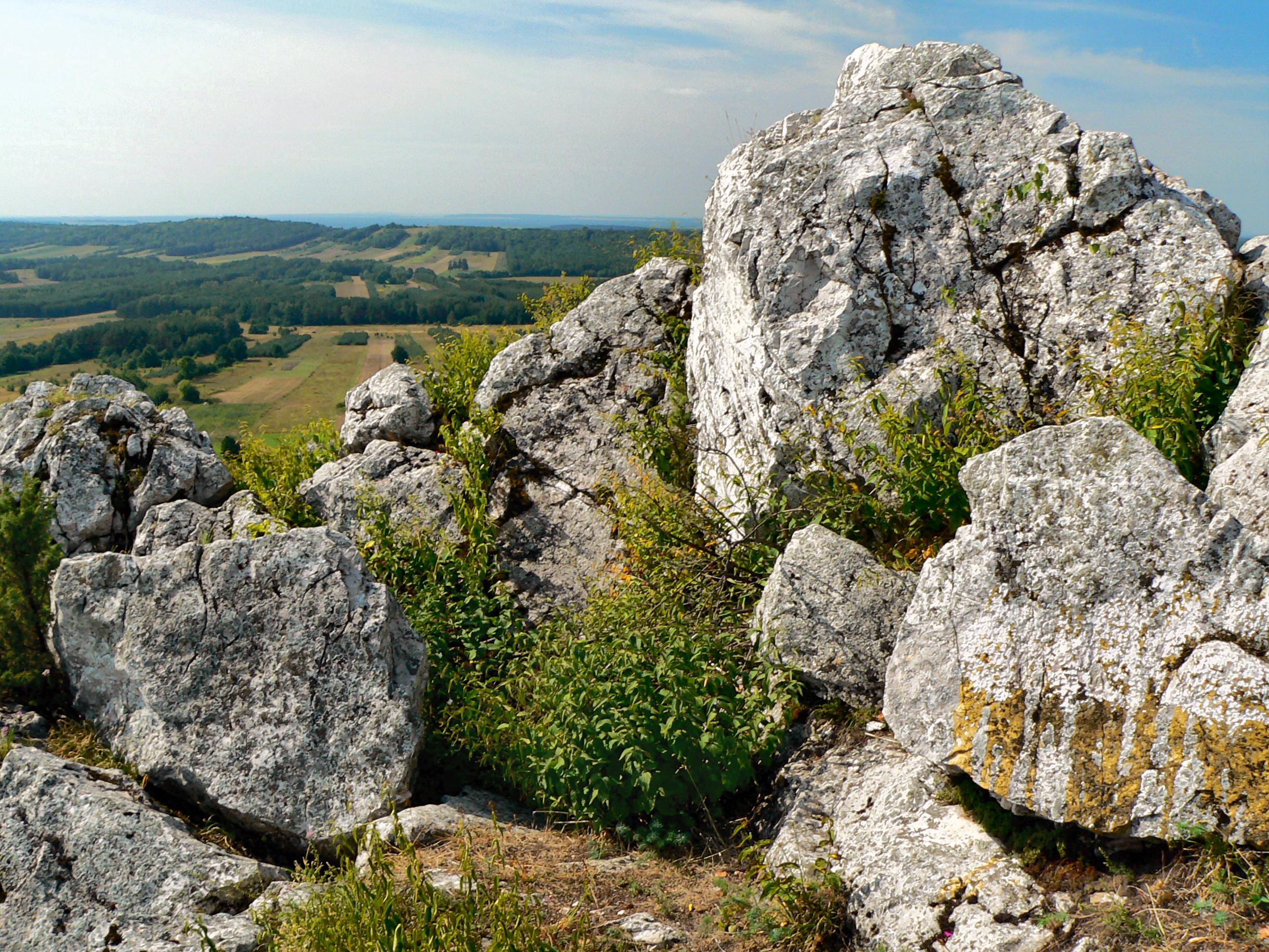
Miedzianka - vápence
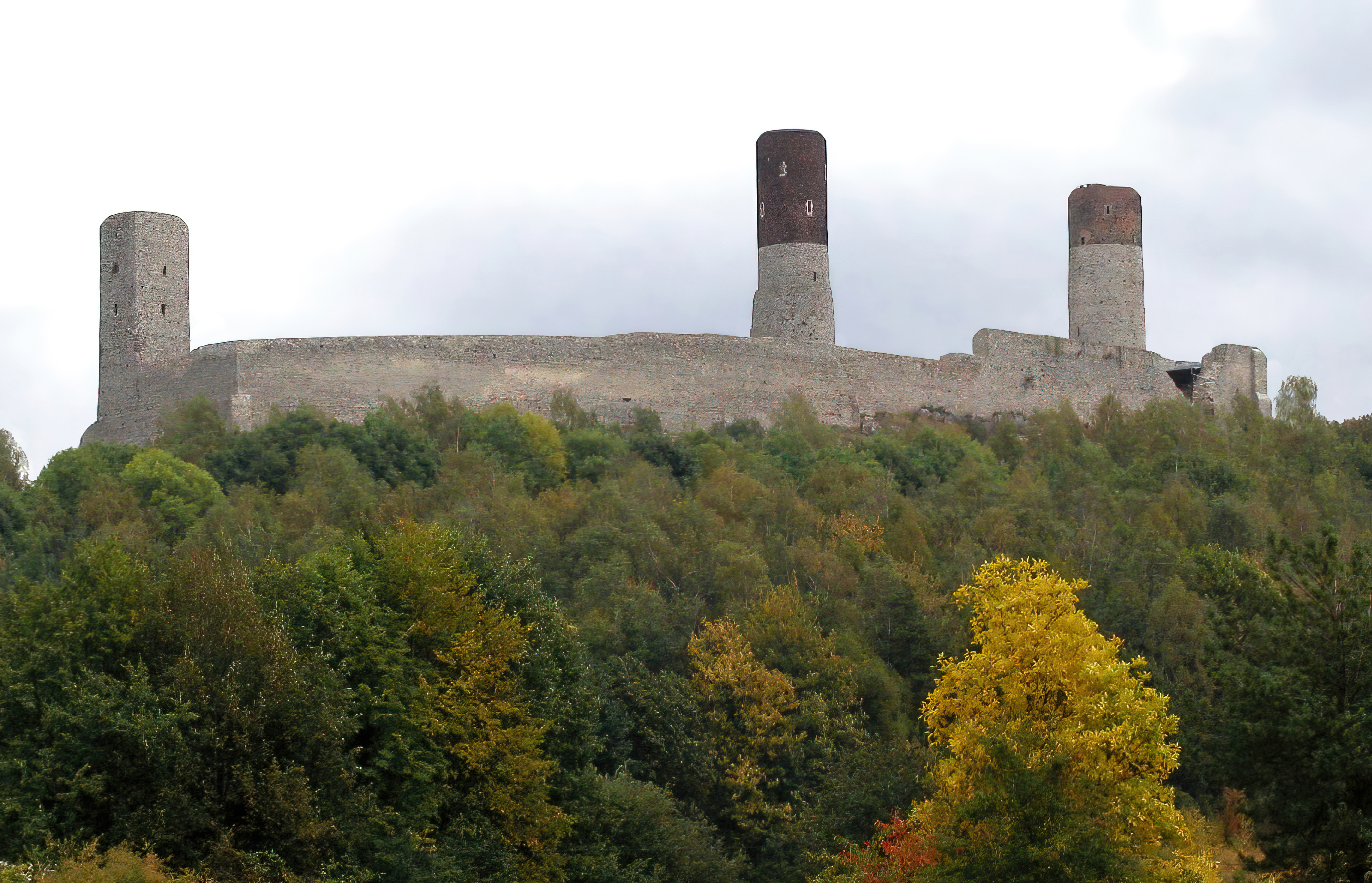
Zřícenina hradu Chęciny v západní části pohoří
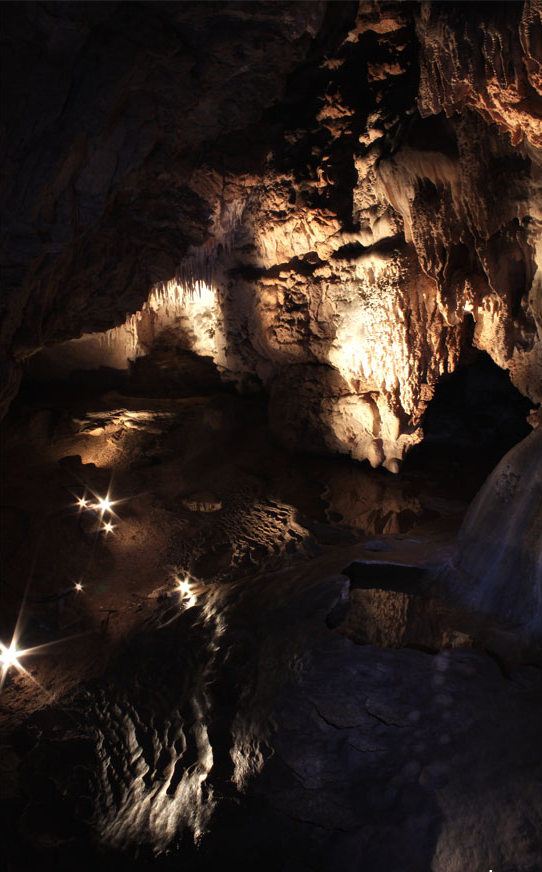
Veřejnosti přístupná Jeskyně Ráj (délka 240 m)